# Besenzone
Besenzone är en ort och kommun i provinsen Piacenza i regionen Emilia-Romagna i Italien. Kommunen hade 987 invånare (2018).